# John Wimpenny
John Wimpenny (* 3. Dezember 1922 in London; † 27. April 2015 in Hertfordshire) war ein britischer Flugzeugingenieur.

## Leben
John Wimpenny wuchs in Palmers Green und Winchmore Hill auf und besuchte die Minchenden Grammar School in Southgate. 1958 zog er nach St Albans, Hertfordshire, wo er bis zu seinem Tod im April 2015 wohnte.

### Karriere
John Wimpennys Karriere als Flugzeugingenieur begann bei der de Havilland Aircraft Company in Hatfield, Hertfordshire, England im Oktober 1940 und er arbeitete an der Entwicklung der Flugzeugreihen Mosquito, Tiger Moth, Hornet, Vampire und Comet mit. Im Jahr 1957 wurde er Deputy Chief Aerodynamicist. Ab 1965 war er in der Firma Hawker Siddeley Aviation als Chief Research Engineer tätig. Er war an der Entwicklung des Düsenflugzeugs Hawker Siddeley HS.125 für Geschäftsreisende beteiligt und arbeitete mit den Dornier-Werken in Immenstaad am Bodensee an einem VTOL-Projekt zusammen. In Hatfield wurde er zum Director of Research bei Hawker Siddeley Aviation ernannt und später wurde er Executive Director of Research bei der Firma British Aerospace in Kingston-upon-Thames bei London.

### Muskelkraft-Flugzeug
Die Hatfield Puffin, ein Muskelkraft-Flugzeug, wurde von einem von John Wimpenny geleiteten Team entwickelt und von Freiwilligen an den Hatfield-Flugzeugwerken gebaut.

### Rekordflug in der Puffin
Am 2. Mai 1962 stieg der 39-jährige John Wimpenny, nachdem er hundert Meter Anlauf geradelt war, in der Puffin auf. Er brauchte für die Flugstrecke von 900 Metern ca. zwei Minuten. Dieser Weltrekord wurde erst nach zehn Jahren gebrochen.

### Späteres Leben
Von 1990 bis 1999 war John Wimpenny als Professor für Forschungsprojekte der Studierenden an der City University London tätig. Von 1995 bis 2015 war er Vice-Chairman der Human Powered Aircraft Group der Royal Aeronautical Society.

## Auszeichnungen und Ehrungen
- 1976: Hodgson Prize für sein Referat Costs and Decision-Making
- 1978: Royal Aeronautical Society Silver Medal für seine vielen wichtigen Beiträge im Bereich der angewandten Flugzeugtechnik
- 1983: Hodgson Prize für sein Referat Aircraft R and D (Forschung und Entwicklung) in Europe - A Perspective View